# ハンメル逆方位図法

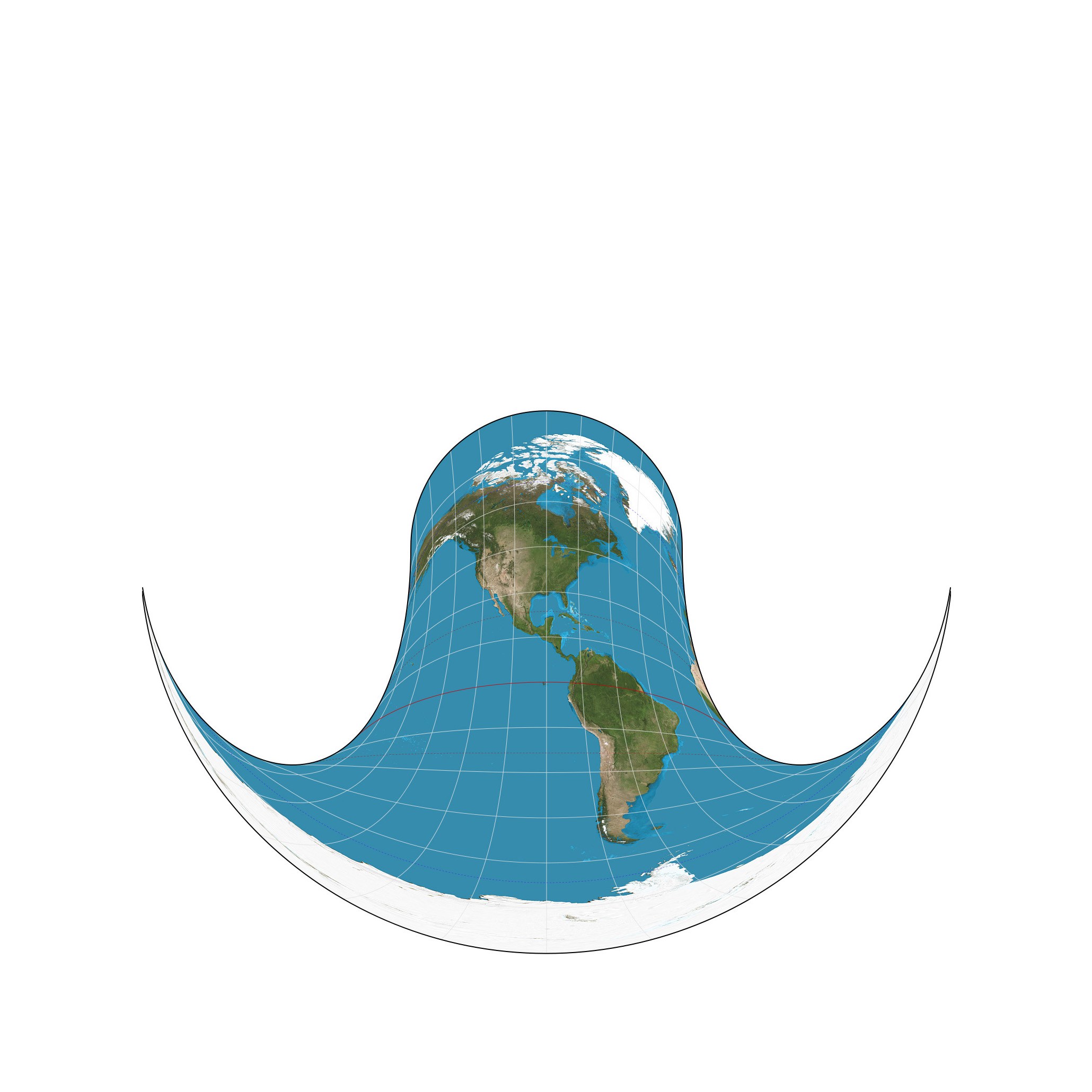
北緯45度、西経90度を中心としたハンメル逆方位図法、中心から見て表側

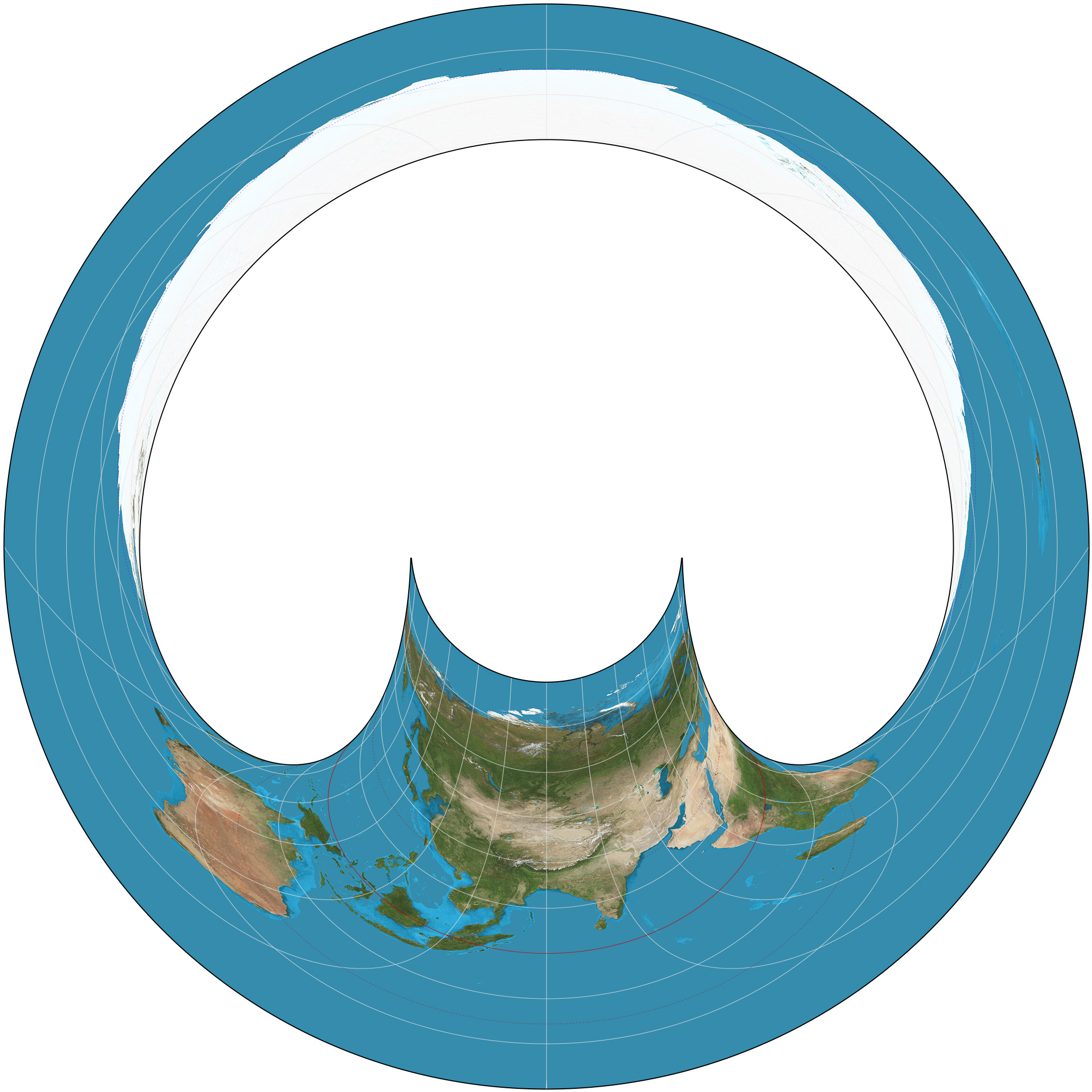
北緯45度、西経90度を中心としたハンメル逆方位図法、中心から見て裏側

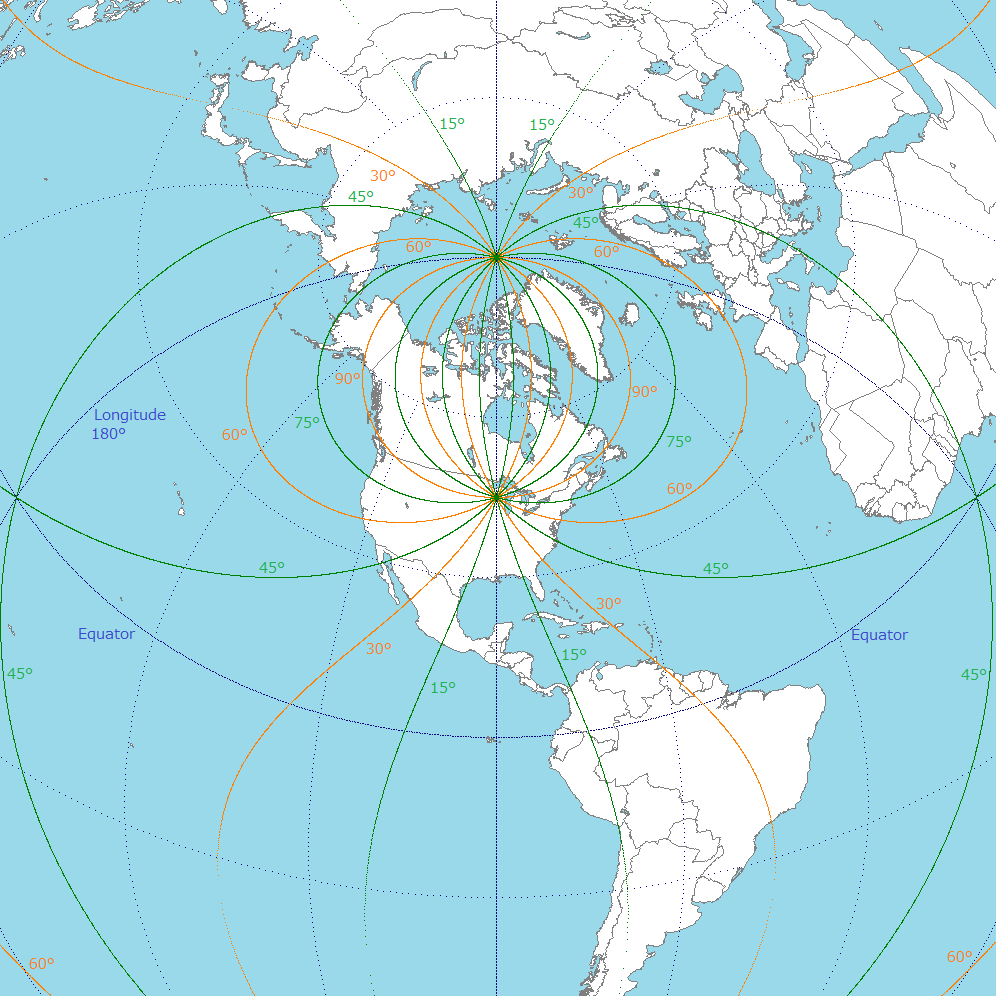
北緯45度、西経90度の地点と北極の間を見込む角度の等値線。この等値線が、上の逆方位図法では中心からの直線になる。この地図の図法は正距方位図法。

ハンメル逆方位図法は、地図投影法の一種で、エルンスト・ハンメルが1910年に考案した。正距逆方位図法である。
例えば東京から真東にまっすぐ（大圏コースを）進めば、赤道上の点 X にたどり着く（経度は東京より90度東）。しかし X から見て東京は真西ではなく（真西は赤道上）、それよりも北側に約36度（東京の緯度と同じ値）の方向にある。このように東京から見た X の方位と X から見た東京の方位とには違いがある。
正距方位図法では、中心点 P から任意の点 X をみた時の方位と距離をそのまま用いて、平面極座標の方位角と距離として X を描く。一方、この図法では「任意の点 X からみた P の方位と距離」を用いて、P を中心とする平面極座標の方位角と距離として X を描く。これが逆方位図法(retroazimuthal projection)である。
中心点 P を緯度 {\displaystyle \phi _{0}}、経度 {\displaystyle \lambda _{0}}、描く対象の点 X を緯度 {\displaystyle \phi }、経度 {\displaystyle \lambda } としたとき、正距法図法における方位角 {\displaystyle \theta } と距離 {\displaystyle r} は
{\displaystyle \cos r=\sin \phi \sin \phi _{0}+\cos \phi \cos \phi _{0}\cos(\lambda -\lambda _{0})}
{\displaystyle \cos \theta =\cos \phi \sin(\lambda -\lambda _{0})/\sin r}
{\displaystyle \sin \theta =(\sin \phi \cos \phi _{0}-\cos \phi \sin \phi _{0}\cos(\lambda -\lambda _{0}))/\sin r}
の関係があるが、ハンメル逆方位図法は {\displaystyle (\phi _{0},\lambda _{0})} と {\displaystyle (\phi ,\lambda )} を入れ替えて、方位角を180度回転した
{\displaystyle \cos r=\sin \phi _{0}\sin \phi +\cos \phi _{0}\cos \phi \cos(\lambda _{0}-\lambda )}
{\displaystyle \cos \theta =-\cos \phi _{0}\sin(\lambda _{0}-\lambda )/\sin r}
{\displaystyle \sin \theta =(-\sin \phi _{0}\cos \phi +\cos \phi _{0}\sin \phi \cos(\lambda _{0}-\lambda ))/\sin r}
である。
この図法において、中心点から見て同じ方向にある点は「北極と点 P とを見込む角度が同じである点の集まり」であり、狭い範囲であればほぼ円周をなす（球面上で円周角を考えているのと同じだが、球面上なので広い範囲になれば歪む）。この角度が小さい場合、中心点から同じ距離になる点が２つ現れるので、１枚の地図として描こうとしても重複してしまう。そのため地球全体を描く場合は、経度で見て近い側と遠い側を分けて描く。
「北極と図法中心点の間の角」を用いて描くため、図法中心点だけでなく極点の指定が必要である。経緯度線を引くのでなければ中心点だけ決めれば十分な方位図法と、この点で違いがある。